# Humpy Koneru
Humpy Koneru (Vijayawada, Andhra Pradesh, 31 de marzo de 1987) es una ajedrecista india.
En la lista de la FIDE de las mejores jugadoras, publicada en julio de 2008, se encuentra situada en el segundo lugar con un puntaje de 2622, siendo la segunda mujer en superar los 2600 puntos de ELO.
El 2001 ganó el Campeonato mundial juvenil femenino de ajedrez. El 2002 estableció un récord mundial al convertirse en la mujer más joven en lograr el título de Gran Maestro a la edad de 15 años, 1 mes y 27 días
El 2006 participó en el Campeonato Mundial Femenino siendo eliminada en la segunda ronda. El 2008 volvió a participar en dicho campeonato pero a pesar de ser la favorita fue eliminada en semifinales por la china Hou Yifan.